# Jan Adolf z Kounic
Jan Adolf hrabě z Kounic (Johann Adolf Graf von Kaunitz) (26. listopadu 1696 – 30. června 1771) byl český šlechtic z rodu Kouniců. Vlastnil rozsáhlé statky v různých částech Českého království (Česká Lípa), nechal postavit zámky v Osově a Březně. Zastával nižší funkce v zemské správě, byl hejtmanem berounského a litoměřického kraje.

## Životopis

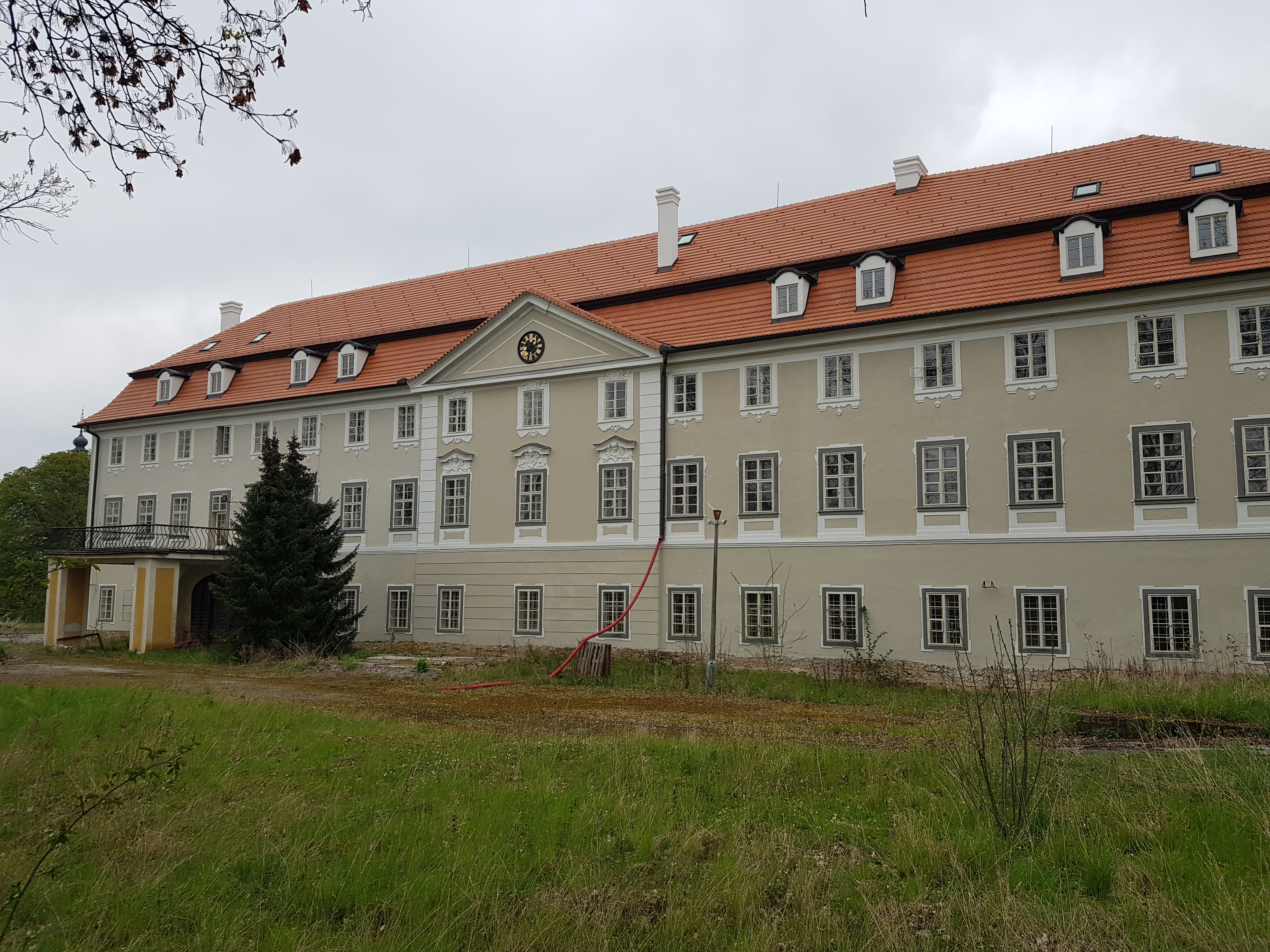
Zámek Osov, sídlo Jana Adolfa z Kounic

Pocházel ze starého šlechtického rodu Kouniců, patřil k české větvi. Narodil se jako mladší syn Jana Viléma z Kounic (1656–1721) a jeho manželky Marie Anny Kláry ze Šternberka (1666–1724). Jako mladší syn zdědil na Berounsku panství Osov, k němuž patřilo dvanáct vesnic. V Osově nechal v letech 1728–1737 postavit velký barokní zámek obklopený francouzským parkem. V letech 1733–1738 byl hejtmanem berounského kraje. Krátce po dokončení osovského zámku zdědil po starším bratru Janu Josefovi (1692–1738) hlavní rodový majetek v severních Čechách. Jednalo se o fideikomis Česká Lípa-Nový zámek-Houska. K tomuto panství patřilo město Česká Lípa, tři městečka a čtyřicet vesnic. I když byl majetek značně zadlužený, vysoké výnosy přinášelo rybníkářství (Holanské rybníky), tři pivovary a osm mlýnů. Jan Adolf jako nájemce vstupoval do správy novozámeckého panství již od roku 1730. Kvůli složitým majetkoprávním poměrům se o podíl na dědictví přihlásil také vzdálený příbuzný kníže Václav Antonín Kounic z moravské větve a došlo k soudnímu sporu. Ačkoliv měl Václav Antonín díky svému postavení u dvora výrazně výhodnější pozici před soudem, spor nakonec vyhrál Jan Adolf a dědictví fyzicky převzal. Přesídlil na Nový zámek a v letech 1738–1746 byl hejtmanem litoměřického kraje. Byl též císařským komořím, tajným radou a přísedícím dvorského a komorního soudu.
Rodový majetek rozšířil v roce 1751 zakoupením zadluženého panství Březno. Zdejší zámek vyhořel v roce 1765 a ještě za Jana Adolfa byl v roce 1770 zahájena výstavba nového sídla. V roce 1762 koupil palác v Praze na Malé Straně (přestavba do současné podoby proběhla až za nástupce Michaela Karla z Kounic). Byl také mecenášem církve a barokního umění. V obci Zahrádky nechal postavit sochu sv. Michaela Archanděla (1750), v Dražejově financoval výstavbu kaple sv. Jana Nepomuckého (1767).

## Rodina
V roce 1739 se oženil s hraběnkou Marií Terezií Ogilvyovou (1718–1775), nejstarší dcerou císařského polního maršála Heřmana Karla Ogilvyho. Z jejich manželství pocházelo devět dětí, z nichž dva synové zemřeli v dětství. Dědicem fideikomisu Nový zámek se stal syn Michael Karel (1745–1820), mladší syn Jan Adolf II. (1750–1826) zdědil Osov. Z dcer se Marie Terezie (1742–1787) provdala za Jana Kristiána Swéerts-Sporcka, nejmladší z potomstva byla Marie Viktorie (1751–1796) první manželka hraběte Jana Prokopa Hartmanna z Klarsteina, pozdějšího nejvyššího maršálka Českého království.
Díky sňatkům sester své manželky měl příbuzenské vazby na několik významných osobností, jeho švagry byli například polní maršál Leopold Pálffy-Daun nebo český nejvyšší sudí Prokop Krakovský z Kolovrat.